# Az Egyesült Arab Emírségek a 2013-as úszó-világbajnokságon
Az Egyesült Arab Emírségek két úszóval vett részt a 2013-as úszó-világbajnokságon, akik négy versenyszámban indultak.

## Úszás
Férfi
| Versenyző         | Verseny               | Selejtező | Selejtező | Elődöntő          | Elődöntő          | Döntő             | Döntő             |
| Versenyző         | Verseny               | Idő       | Helyezés  | Idő               | Helyezés          | Idő               | Helyezés          |
| ----------------- | --------------------- | --------- | --------- | ----------------- | ----------------- | ----------------- | ----------------- |
| Mubarak Al-Besher | 50 méteres mellúszás  | 29.74     | 58        | Nem jutott tovább | Nem jutott tovább | Nem jutott tovább | Nem jutott tovább |
| Mubarak Al-Besher | 100 méteres mellúszás | 1:06.17   | 60        | Nem jutott tovább | Nem jutott tovább | Nem jutott tovább | Nem jutott tovább |
| Yaaqoub Al-Saadi  | 100 méteres hátúszás  | 1:02.97   | 49        | Nem jutott tovább | Nem jutott tovább | Nem jutott tovább | Nem jutott tovább |
| Yaaqoub Al-Saadi  | 200 méteres hátúszás  | 2:21.51   | 34        | Nem jutott tovább | Nem jutott tovább | Nem jutott tovább | Nem jutott tovább |